# Llista de mamífers de la Vall de Lord
Aquesta llista de mamífers de la Vall de Lord inclou el nom comú de totes les espècies de mamífers trobades a la Vall de Lord, situada a l'extrem nord-oriental del Solsonès, ordenats alfabèticament. Són un total de 38 espècies.
- Cabirol.
- Conill.
- Daina.
- Ermini.
- Esquirol.
- Fagina.
- Gat fer.
- Geneta.
- Guineu.
- Isard.
- Liró.
- Liró gris.
- Llebre.
- Llop.
- Marta.
- Musaranya cuaquadrada.
- Musaranya menuda.
- Porc senglar.
- Rata comuna.
- Rata d'aigua.
- Rata negra.
- Ratapinyada.
- Ratapinyada pipistrel·la nana.
- Ratolí casolà.
- Ratpenat cuallarg.
- Ratpenat de peus grans.
- Ratpenat de vores clares.
- Ratpenat dels graners.
- Ratpenat gran de ferradura.
- Ratpenat muntanyenc.
- Ratpenat nòctul petit.
- Ratpenat orellut gran.
- Ratpenat orellut septentrional.
- Talpó de tartera.
- Talpó dels prats.
- Teixó.
- Turó.
- Visó americà.